# Харцер, Йенс
Йенс Харцер (нем. Jens Harzer; 14 марта 1972, Висбаден, ФРГ) — немецкий актёр театра, кино и телевидения.

## Биография
Окончил Школу исполнительских искусств в Мюнхене. С 1993 по 2009 год выступал на сцене мюнхенской театральной труппы Kammerspiele, затем баварской Bayerisches Staatsschauspiel. С 2009 года играл в театре Thalia theater.
С 2000 года — постоянный участник Зальцбургского фестиваля.
С 1995 года снимается в кино и на телевидении. За это время сыграл в около 30 кино-, телефильмах и сериалах.
Член Свободной академии искусств в Гамбурге.

## Избранная фильмография
- 1989: Der Liebe auf der Spur (Fernsehserie)
- 1995: Hades
- 1995: Mutters Courage
- 1996: Adieu, mon ami (ТВ)
- 1997: Picasso in München
- 1998: Neue Freiheit — keine Jobs
- 1999: Amphitryon (ТВ)
- 2000: Cymbelin (ТВ)
- 2003: Annas Heimkehr (ТВ)
- 2004: Die eine und die ander e(ТВ)
- 2006: Der Lebensversicherer
- 2006: Реквием
- 2007: Windland (ТВ)
- 2009: Same Same But Different
- 2015: Boy 7
- 2016: Tatort: Es lebe der Tod
- 2016: Neben der Spur — Amnesie
- 2016: Прекрасные дни в Аранхуэсе
- 2017: Tatort: Amour Fou
- 2017: Вавилон-Берлин
- 2018: Am Ende ist man tot
- 2018: Der Tatortreiniger, Folge: Einunddreißig
- 2021: Ruhe! Hier stirbt Lothar
- 2021: Tatort: Alles kommt zurück

## Награды
- 1996: Премия Баварии за продвижение искусства в области исполнительского искусства.
- 1996: Берлинская художественная премия Академии художеств.
- 2003: Премия Курта Майзеля за выдающиеся творческие достижения Баварского государственного театра.
- 2006: Серебряный Георгий Победоносец Московского международного кинофестиваля за лучшую мужскую роль в фильме «Страхование жизни (фильм)|Страхование жизни».
- 2008: Актер года (Theatre heute) за роль дяди Вани .
- 2011: Актёр года
- 2015: Премия Рольфа Мареса.
- 2017: Телевизионная премия Hessian
- 2019: Кольцо Иффланда
- 2021: Премия Hessian TV
- 2021: Премия Немецкой академии телевидения в категории « Главная роль актера за мир»